# Carolina Yrarrázabal
Carolina Yrarrázabal Echeñique (Santiago de Chile, 1 de marzo de 1960) es una artista visual que ha incursionado principalmente en el arte textil. Es hija del pintor Ricardo Yrarrázabal

## Vida y obra
Estudió arte textil en la Universidad de Chile; fue alumna de María Teresa Riveros.
En su trabajo se aprecia una fusión entre el arte precolombino, el Bauhaus y el minimal Art; en particular, «trabaja tapices a partir de elementos básicos clásicos del arte textil utilizando fibras vegetales como lino, algodón y seda, y material sintético como el rayón y algunos productos orgánicos como tallos y espigas».
Exposiciones y distinciones
Ha participado en varias exposiciones individuales y colectivas durante su carrera, entre ellas en el Museo de Arte Precolombino (1992), en el Encuentro latinoamericano de mini-textiles en Montevideo de 1988, la III Bienal de La Habana en 1989, la VIII y XI Trienal Internacional de Tapicería de Lodz en 1995 y 2004 respectivamente, las muestras Arte Textil Contemporáneo en Chile (1996), Shibori (1999), Inge Dusi, Patricia Velasco, Carolina Yrarrazaval Museo Nacional de Bellas Artes (2003), Primer Encuentro Internacional de Mini Textiles (2003) y Sección Artistas de Trayectoria (2012) en el Museo Nacional de Bellas Artes de Chile,entre otras exposiciones en Chile, América Latina, Estados Unidos y Europa.
En 2013 obtiene el premio a la mejor exposición en artes visuales otorgado por el círculo de críticos de arte por su exposición "Formas" en el Museo de Arte Contemporáneo. Desde 1982 hace clases de técnicas textiles. Desde 2009 su trabajo es representado por la galería Browngrotta, USA